# Butler, Missouri
Butler este o municipalitate de ordinul întăi, un oraș și sediul comitatului Bates, statul Missouri, Statele Unite ale Americii. Populația sa fusese de 4.209 locuitori la recensământul din anul 2000.

## Locuitori notabili
- Robert A. Heinlein, autor de science fiction
- Charles O'Rear, fotograf
- Stan Wall, fost jucător de baseball -- MLB